# Machico

Machico (insula Madeira)

Machico este un oraș situat în nord-estul insulei Madeira, Portugalia.
- Populație: 5.578 locuitori (date din 2001).
- Suprafața: 97,18 km² (9.718 ha).
- Densitate: 57,4/km²
- Cod poștal: 9???

| Nume                   | Populație | Suprafața          | Densitate | Altitudine       | Locație                                 |
| ---------------------- | --------- | ------------------ | --------- | ---------------- | --------------------------------------- |
| Água de Pena           | 1 759     | 5,08 km²/508 ha    | 346,3/km² | 122 m            | 32,7 (32°42') N 16,7667 (16°46') W      |
| Caniçal                | 3 893     | 11,46 km²/1 146 ha | 339,7/km² | Oceanul Atlantic | 32,733 (32°44') N 16,733 (16°44') W     |
| Machico                | 11 947    | 17,41 km²/1 741 ha | 686,2/km² | 122 m            | 32,7 (32°42') N 16,7667 (16°46') W      |
| Porto da Cruz          | 2 793     | 25,13 km²/2 513 ha | 111,1/km² | 224 m            | 32,7667 (32°46') N 16,833 (16°50') W    |
| Santo António da Serra | 1 355     | 8,65 km²/865 ha    | 156,6/km² | 678 m            | 32,71667 (32°43') N 16,81667 (16°49') W |

|               | Nord:           |      |
| Vest: Santana | Machico         | Est: |
|               | Sud: Santa Cruz |      |